# Хабая
Ха́бая (эст. Habaja) — посёлок в волости Козе уезда Харьюмаа, Эстония. До осени 2013 года входил в состав волости Кыуэ (объединена с волостью Козе).

## География и описание
Расположен в 50 километрах от уездного центра — города Таллина — и в 9 километрах от волостного центра — посёлка Козе. Расстояние до ближайшего города — Рапла — составляет 33 километра. Высота над уровнем моря — 75 метров. Через посёлок проходит шоссе Козе—Пурила. В 9 километрах от посёлка находится Тартуское шоссе.
Хабая окружают в основном смешанные леса; пейзаж равнинный, почвы глинистые. Посёлок украшают четыре пруда.
Климат умеренный. Официальный язык — эстонский. Почтовый индекс — 75002.

## Население
По данным переписи населения 2021 года, в Хабая насчитывалось 314 жителей, из них 304 (97,1 %) — эстонцы.
По данным  переписи населения 2011 года, в посёлке проживали 311 человек, из них 302 (97,1 %) — эстонцы.
Численность населения посёлка Хабая по данным переписей населения:
| Год  | 1959 | 1970  | 1979  | 1989  | 2000  | 2011  | 2021  |
| ---- | ---- | ----- | ----- | ----- | ----- | ----- | ----- |
| Чел. | 260  | ↗ 290 | ↘ 285 | ↗ 332 | ↗ 349 | ↘ 311 | ↗ 314 |

## История
Первое упоминание о поселении относится к 1417 году (Appa). В письменных источниках 1462 года упоминается Hapaie, 1501 года — Appay, 1633 года — Abbiat, 1732 года — Habbaja.
В 1646 году на землях Хабая была создана рыцарская мыза Хаббат (нем. Habbat), которую отделили от мызы Альт-Харм (нем. Alt-Harm). На военно-топографических картах Российской империи (1846–1863 годы), в состав которой входила Эстляндская губерния, мыза обозначена как Хаббатъ.
29 мая 1858 года на мызе Хаббат состоялась жестокая порка крестьян деревень Хабая и Харми, отказавшихся от отбывания барщины. Это событие стало одним из стимулов к широкому крестьянскому восстанию, получившему название «Война в Махтра». О нём напоминает установленный в посёлке камень с надписью «Кровавая баня 10. VI 1858. Здесь были жестоко наказаны крестьяне — противники барщины» (ориг. эст. Habaja veresaun 10. VI 1858 Siin peksti julmalt talupoegi — abiteo tegemisele vastuhakkajaid).
После национализации мызы Хаббат (Хабая) на её землях было основано поселение Хабая, в 1977 году оно получило статус деревни, в 2011 году — посёлка. В 1977 году, в период кампании по укрупнению деревень, с Хабая была объединена деревня Сауметса.
В советское время земли посёлка принадлежали совхозу «Хабая».
В посёлке есть памятник с надписью «Павшие в Великой Отечественной войне 1941—1945» (ориг. эст. Langenud Suures Isamaasõjas aastail 1941–1945), на камне выбита надпись «Следующие поколения не забудут вас» (ориг. эст. Järgmised põlved ei unusta teid) и перечислены 7 имён, среди них — ни одного русского. В протоколе от 30 ноября 2022 года рабочая группа по советским памятникам при Госканцелярии Эстонии признала  этот памятник «нейтральным монументом», не подлежащим демонтажу (см. Список советских военных памятников Эстонии).

## Инфраструктура
В 2018 году единственной асфальтированной дорогой в посёлке была улица Козе (Kose tee).
Жители посёлка проживают в основном в квартирных домах. В посёлке есть  детский сад, магазин, кабинет семейного врача, библиотека, сельский центр, скейт-парк и стадион. К концу 2011 года был отстроен зал Сельского центра «Фреско» (Külakeskus Fresko), который используют для своих мероприятий сельское товарищество, клуб пожилых людей и молодёжный центр.

## Предпринимательство
Основными видами деятельности предприятий в окрестностях Хабая являются растениеводство и животноводство. Также есть предприятия, занимающиеся заготовкой леса и автотранспортными перевозками. Бо́льшая часть жителей Хабая работает в Таллине и посёлке Козе.

## Происхождение топонима
Начало топонима Хабая может происходить от названия дерева осина (эст. haab); исходным словом для окончания топонима может быть -oja (ручей) или -jõe (речной).